# Crise financeira asiática de 1997

Países mais atingidos pela crise financeira asiática de 1997

A crise financeira asiática de 1997 foi um período de crise financeira que atingiu grande parte do Sudeste e Oriente asiático a partir de julho de 1997 e levou temores de um colapso econômico mundial devido ao contágio financeiro.
A crise começou na Tailândia (conhecida na Tailândia como crise de Tom Yam Kung em tailandês: วิกฤตต้มยำกุ้ง) em 2 de julho, com o colapso financeiro do baht tailandês depois que o governo tailandês foi forçado a flutuar a moeda devido à falta de moeda estrangeira para apoiar o seu câmbio fixo com o Dólar dos Estados Unidos. A fuga de capital ocorreu quase imediatamente, dando início a uma reação em cadeia internacional. Na época, a Tailândia havia adquirido um fardo de dívida externa. À medida que a crise se espalhava, a maior parte do Sudeste Asiático e o Japão viram suas moedas em queda, desvalorizou os mercados de ações e outros preços de ativos, e um aumento vertiginoso da dívida privada.
A Indonésia, Coreia do Sul e Tailândia foram os países mais afetados pela crise. Hong Kong, Laos, Malásia e Filipinas também foram afetados pela recessão. Brunei, China, Singapura, Taiwan e Vietnã foram menos afetados, embora todos tenham sofrido uma perda de demanda e confiança em toda a região. O Japão também foi atingido, mas menos significativamente.
As proporções da dívida externa em relação ao PIB aumentaram de 100% para 167% nas quatro grandes economias da Associação das Nações do Sudeste Asiático (ASEAN) em 1993-96, depois dispararam para além de 180% durante o pior momento da crise. Na Coreia do Sul, as proporções aumentaram de 13% para 21% e depois para 40%, enquanto os outros países recentemente industrializados se saíram muito melhor. Apenas na Tailândia e na Coreia do Sul os índices de serviço da dívida para exportações aumentaram.
Embora a maioria dos governos da Ásia tivessem políticas fiscais aparentemente sólidas, o Fundo Monetário Internacional (FMI) interveio para iniciar um programa de US$ 40 bilhões para estabilizar as moedas da Coreia do Sul, Tailândia e Indonésia, economias particularmente afetadas pela crise. Os esforços para conter uma crise econômica global pouco fizeram para estabilizar a situação doméstica na Indonésia. Após 30 anos no poder, o presidente da Indonésia, Suharto, foi forçado a renunciar em 21 de maio de 1998, na sequência de tumultos generalizados que se seguiram a fortes aumentos de preços causados por uma drástica desvalorização da rupia. Os efeitos da crise duraram até 1998. Em 1998, o crescimento nas Filipinas caiu para praticamente zero. Apenas Singapura e Taiwan se mostraram relativamente isolados do choque, mas ambos sofreram sérios golpes de passagem, o primeiro devido ao seu tamanho e localização geográfica entre a Malásia e a Indonésia. Em 1999, porém, os analistas viram sinais de que as economias da Ásia estavam começando a se recuperar. Após a crise, as economias da região trabalharam em direção à estabilidade financeira e melhor supervisão financeira.
Até 1999, a Ásia atraiu quase metade do influxo total de capital para os países em desenvolvimento. As economias do Sudeste Asiático, em particular, mantiveram altas taxas de juros atraentes para investidores estrangeiros em busca de uma alta taxa de retorno. Como resultado, as economias da região receberam uma grande entrada de dinheiro e experimentaram uma dramática alta nos preços dos ativos. Ao mesmo tempo, as economias regionais da Tailândia, Malásia, Indonésia, Singapura e Coreia do Sul experimentaram altas taxas de crescimento, de 8 a 12% do PIB, no final dos anos 1980 e início da década de 1990. Essa conquista foi amplamente aclamada por instituições financeiras, incluindo o FMI e o Banco Mundial, e ficou conhecida como parte do "Milagre econômico asiático".

## Bolhas de crédito e taxas de câmbio fixas
As causas da recessão são muitas e contestadas. A economia da Tailândia se desenvolveu em uma bolha econômica alimentada por hot money. Cada vez mais era necessário conforme o tamanho da bolha aumentava. O mesmo tipo de situação aconteceu na Malásia e na Indonésia, que tinham a complicação adicional do que foi chamado de "capitalismo clientelista". O fluxo de capital de curto prazo era caro e altamente condicionado para lucro rápido. O dinheiro do desenvolvimento ia de uma maneira amplamente descontrolada apenas para certas pessoas, não necessariamente as mais adequadas ou mais eficientes, mas aquelas mais próximas dos centros de poder.
Em meados da década de 1990, a Tailândia, a Indonésia e a Coreia do Sul tiveram grandes déficits em conta-corrente privada, e a manutenção de taxas de câmbio fixo encorajou os empréstimos externos e levou a uma exposição excessiva ao risco cambial nos setores financeiro e corporativo.
Na metade da década de 90, uma série de choques externos começou a mudar o ambiente econômico. A desvalorização do renminbi chinês e do iene japonês devido ao Acordo de Plaza de 1985, o aumento das taxas de juros dos EUA que levou a um dólar forte dos EUA e a queda acentuada dos preços dos semicondutores afetaram adversamente seu crescimento. Enquanto a economia dos Estados Unidos se recuperava de uma recessão no início dos anos 90, o Sistema de Reserva Federal dos Estados Unidos, sob o comando de Alan Greenspan, começou a aumentar as taxas de juros dos Estados Unidos para evitar a inflação.
Isso tornou os Estados Unidos um destino de investimento mais atraente em relação ao Sudeste Asiático, que vinha atraindo fluxos de hot money por meio de altas taxas de juros de curto prazo, e elevou o valor do dólar americano. Para as nações do Sudeste Asiático que tinham moedas atreladas ao dólar americano, a alta do dólar fez com que suas próprias exportações se tornassem mais caras e menos competitivas nos mercados globais. Ao mesmo tempo, o crescimento das exportações do Sudeste Asiático diminuiu drasticamente na primavera de 1996, deteriorando sua posição em conta corrente.
Alguns economistas promoveram o crescimento das exportações da China como um fator que contribui para a desaceleração do crescimento das exportações dos países da ASEAN, embora esses economistas sustentem que a principal causa de suas crises foi a especulação imobiliária excessiva. A China começou a competir efetivamente com outros exportadores asiáticos, particularmente na década de 1990, após a implementação de uma série de reformas voltadas para a exportação. Outros economistas contestam o impacto da China, observando que tanto a ASEAN quanto a China experimentaram um rápido crescimento simultâneo das exportações no início da década de 1990.
Muitos economistas acreditam que a crise asiática não foi criada pela psicologia de mercado ou tecnologia, mas por políticas que distorceram os incentivos na relação credor-devedor. As grandes quantidades de crédito resultantes que se tornaram disponíveis geraram um clima econômico altamente alavancado e empurraram os preços dos ativos para um nível insustentável. Esses preços de ativos eventualmente começaram a entrar em colapso, fazendo com que indivíduos e empresas entrassem em default em suas obrigações de dívida.

## Pânico entre credores e retirada de crédito
O pânico resultante entre os credores levou a uma grande retirada de crédito dos países em crise, causando um aperto no crédito e mais falências. Além disso, à medida que os investidores estrangeiros tentavam sacar seu dinheiro, o mercado de câmbio foi inundado com as moedas dos países em crise, exercendo uma pressão depreciativa sobre suas taxas de câmbio. Para evitar o colapso dos valores das moedas, os governos desses países aumentaram as taxas de juros domésticas para níveis excessivamente altos (para ajudar a diminuir a fuga de capital, tornando os empréstimos mais atraentes para os investidores) e intervieram no mercado de câmbio, comprando qualquer excesso de moeda doméstica no câmbio fixo com reservas internacionais. Nenhuma dessas respostas políticas poderia ser sustentada por muito tempo.
Taxas de juros muito altas, que podem ser extremamente prejudiciais para uma economia saudável, causaram ainda mais estragos nas economias em um estado já frágil, enquanto os bancos centrais estavam sangrando reservas estrangeiras, das quais eles tinham montantes finitos. Quando ficou claro que a onda de capital que fugia desses países não seria interrompida, as autoridades deixaram de defender suas taxas de câmbio fixas e permitiram que suas moedas flutuassem. O valor depreciado resultante dessas moedas significou que os passivos denominados em moeda estrangeira aumentaram substancialmente em termos de moeda nacional, causando mais falências e aprofundando ainda mais a crise.
Outros economistas, incluindo Joseph Stiglitz e Jeffrey Sachs, minimizaram o papel da economia real na crise em comparação com os mercados financeiros. A rapidez com que a crise aconteceu levou Sachs e outros a compará-la a uma corrida aos bancos clássica provocada por um choque repentino de risco. Sachs apontou para políticas monetárias e fiscais contracionistas rígidas implementadas pelos governos a conselho do FMI na esteira da crise, enquanto Frederic Mishkin aponta para o papel da informação assimétrica nos mercados financeiros que levou a uma "mentalidade de rebanho" entre os investidores que ampliou um pequeno risco na economia real. A crise, portanto, atraiu o interesse dos economistas interessados em economia comportamental.
Outra possível causa do choque repentino de risco também pode ser atribuída à transferência da soberania de Hong Kong em 1 de julho de 1997. Durante a década de 1990, o hot money voou para a região do Sudeste Asiático por meio de centros financeiros, especialmente Hong Kong. Os investidores muitas vezes ignoravam os fundamentos reais ou perfis de risco das respectivas economias e, uma vez que a crise se apoderou da região, a incerteza política quanto ao futuro de Hong Kong como um centro financeiro asiático levou alguns investidores a se retirarem totalmente da Ásia. Esta redução dos investimentos apenas piorou as condições financeiras na Ásia. (conduzindo posteriormente à desvalorização do baht tailandês em 2 de julho de 1997).
Vários estudos de caso sobre o tema da aplicação da análise de redes sociais de um sistema financeiro ajudam a explicar a interconectividade dos mercados financeiros, bem como a importância da robustez dos hubs (ou nós principais). Quaisquer externalidades negativas nos hubs criam um efeito cascata no sistema financeiro e na economia (bem como em quaisquer economias conectadas) como um todo.
Os ministros das Relações Exteriores dos dez países da ASEAN acreditavam que a manipulação bem coordenada de suas moedas era uma tentativa deliberada de desestabilizar as economias da ASEAN. O primeiro-ministro da Malásia, Mahathir Mohamad, acusou George Soros de arruinar a economia da Malásia com "especulação financeira maciça". Soros afirma ter sido um comprador do ringgit durante sua queda, tendo vendido a descoberto em 1997.
Na 30ª Reunião Ministerial da ASEAN realizada em Subang Jaya, Malásia, os ministros das Relações Exteriores emitiram uma declaração conjunta em 25 de julho de 1997, expressando séria preocupação e apelando a uma maior intensificação da cooperação da ASEAN para salvaguardar e promover o interesse da ASEAN neste sentido. Coincidentemente, no mesmo dia, os banqueiros centrais da maioria dos países afetados estavam na reunião da EMEAP (Reunião Executiva do Leste Asiático do Pacífico) em Xangai e não conseguiram tornar o "Novo Acordo de Empréstimo" operacional. Um ano antes, os ministros das finanças desses mesmos países haviam participado da 3ª reunião de ministros das finanças da APEC em Kyoto, Japão, em 17 de março de 1996, e de acordo com essa declaração conjunta, não puderam dobrar os montantes disponíveis no âmbito do "Acordo Geral de Empréstimo" e do "Mecanismo de Financiamento de Emergência".
A crise pode ser vista como o fracasso em construir capacidade adequada a tempo de evitar manipulação de moeda. No entanto, essa hipótese teve pouco apoio entre os economistas, que argumentam que nenhum investidor sozinho poderia ter impacto suficiente no mercado para manipular com sucesso os valores das moedas. Além disso, o nível de organização necessário para coordenar um êxodo maciço de investidores das moedas do Sudeste Asiático para manipular seus valores tornou remota essa possibilidade.

## Papel do FMI
A extensão e a gravidade dos colapsos levaram a uma necessidade urgente de intervenção externa. Visto que os países que derretiam estavam entre os mais ricos de sua região e do mundo, e como centenas de bilhões de dólares estavam em jogo, qualquer resposta à crise provavelmente seria cooperativa e internacional. O Fundo Monetário Internacional criou uma série de bailouts ("pacotes de resgate") para as economias mais afetadas para permitir-lhes evitar o calote, vinculando os pacotes às reformas monetárias, bancárias e do sistema financeiro. Devido ao envolvimento do FMI na crise financeira, o termo FMI tornou-se sinônimo da própria crise financeira asiática. Alguns sugeriram que o papel do FMI e de outros interesses poderosos representava uma forma de colonialismo econômico.

### Reformas econômicas
O apoio do FMI foi condicionado a uma série de reformas econômicas, o "pacote de ajuste estrutural " (SAP). Os SAPs conclamam as nações em crise a reduzir os gastos e déficits do governo, permitir que bancos e instituições financeiras insolventes quebrem e aumentar agressivamente as taxas de juros. O raciocínio era que essas medidas restaurariam a confiança na solvência fiscal das nações, penalizariam empresas insolventes e protegeria os valores monetários. Acima de tudo, foi estipulado que o capital financiado pelo FMI teria que ser administrado de forma racional no futuro, sem partidos favorecidos recebendo fundos de preferência. Em pelo menos um dos países afetados, as restrições à propriedade estrangeira foram bastante reduzidas.
Deveriam haver controles governamentais adequados estabelecidos para supervisionar todas as atividades financeiras, que deveriam ser independentes, em teoria, do interesse privado. As instituições insolventes tiveram de ser encerradas e a própria insolvência teve de ser claramente definida. Além disso, os sistemas financeiros deveriam se tornar "transparentes", isto é, fornecer o tipo de informação financeira confiável usada no Ocidente para tomar decisões financeiras sólidas.
À medida que os países entraram em crise, muitas empresas e governos locais que haviam tomado empréstimos em dólares americanos, que de repente se tornaram muito mais caros em relação à moeda local que formava sua renda, se viram incapazes de pagar seus credores. A dinâmica da situação foi semelhante à da crise da dívida externa latino-americana. Os efeitos dos SAPs foram mistos e seu impacto controverso. Os críticos, no entanto, notaram a natureza contracionista dessas políticas, argumentando que em uma recessão, a resposta keynesiana tradicional era aumentar os gastos do governo, sustentar grandes empresas e reduzir as taxas de juros.
O raciocínio era que, ao estimular a economia e evitar a recessão, os governos poderiam restaurar a confiança ao mesmo tempo em que evitavam perdas econômicas. Eles ressaltaram que o governo dos Estados Unidos perseguiu políticas expansionistas, como redução das taxas de juros, aumento dos gastos do governo e corte de impostos, quando os próprios Estados Unidos entraram em recessão em 2001, e provavelmente o mesmo nas políticas fiscais e monetárias durante a Grande Recessão de 2007 a 2008.
Em retrospecto, muitos comentaristas criticaram o FMI por encorajar as economias em desenvolvimento da Ásia no caminho do "capitalismo acelerado", que significa liberalização do setor financeiro (eliminação de restrições aos fluxos de capital), manutenção de altas taxas de juros internas para atrair investimentos de portfólio e capital bancário, e atrelagem da moeda nacional ao dólar para tranquilizar os investidores estrangeiros contra o risco cambial.

### O FMI e altas taxas de juros
A sabedoria econômica convencional de altas taxas de juros é normalmente empregada pelas autoridades monetárias para atingir os objetivos da cadeia de dinheiro circulante, especulação financeira desencorajada, taxa de câmbio estabilizada, depreciação da moeda controlada e, em última instância, inflação contida. No colapso asiático, altos funcionários do FMI racionalizaram suas altas taxas de juros prescritas da seguinte forma:
A partir de então, primeiro vice-diretor administrativo do FMI, Stanley Fischer em 1998:
Quando seus governos abordaram o FMI, as reservas da Tailândia e da Coreia do Sul estavam perigosamente baixas, e a rupia da Indonésia estava excessivamente depreciada. Assim, a primeira ordem do dia foi restaurar a confiança na moeda. Para isso, os países tem que torná-lo mais atraente para manter a moeda nacional, o que por sua vez, requer aumento temporário das taxas de juros, mesmo que custos de juros mais altos compliquem a situação de bancos e corporações frágeis. Por que não operar com taxas de juros mais baixas e uma desvalorização maior? É um trade-off relevante, mas não há dúvida de que o grau de desvalorização nos países asiáticos é excessivo, tanto do ponto de vista de cada país, quanto do ponto de vista do sistema internacional. Olhando primeiro para o país individual,empresas com dívidas substanciais em moeda estrangeira, como tantas empresas nesses países, sofreram muito mais com moeda (depreciação) do que com um aumento temporário nas taxas de juros domésticas. Assim, na macroeconomia, a política monetária deve ser mantida rígida para restaurar a confiança na moeda.
Do então diretor-gerente do FMI, Michel Camdessus:
Para reverter (depreciação da moeda), os países precisam torná-la mais atraente para manter a moeda nacional, e isso significa aumentar temporariamente as taxas de juros, mesmo que isso (prejudique) bancos e corporações fracos.

## Países afetados

### Tailândia
De 1985 a 1996, a economia da Tailândia cresceu a uma média de mais de 9% ao ano, a maior taxa de crescimento econômico de qualquer país na época. A inflação foi mantida razoavelmente baixa, dentro de uma faixa de 3,4 a 5,7%. O baht foi indexado a 25 por dólar americano.
Em 14 e 15 de maio de 1997, o baht tailandês foi atingido por ataques especulativos massivos. Em 30 de junho de 1997, o primeiro-ministro Chavalit Yongchaiyudh disse que não iria desvalorizar o baht. No entanto, a Tailândia não tinha reservas estrangeiras para apoiar a paridade cambial do Dólar-Baht, e o governo tailandês acabou sendo forçado a flutuar o baht, em 2 de julho de 1997, permitindo que o valor do baht fosse definido pelo mercado de câmbio. Isso causou uma reação em cadeia de eventos, culminando em uma crise em toda a região.
A economia em expansão da Tailândia parou em meio a demissões em massa nas finanças, imóveis e construção, que resultaram no retorno de um grande número de trabalhadores para suas aldeias no campo e 600 mil trabalhadores estrangeiros sendo enviados de volta para seus países de origem. O baht desvalorizou rapidamente e perdeu mais da metade de seu valor. O baht atingiu seu ponto mais baixo de 56 unidades por dólar americano em janeiro de 1998. O mercado de ações tailandês caiu 75%. A Finance One, a maior financeira tailandesa até então, entrou em colapso.
Em 11 de agosto de 1997, o FMI revelou um pacote de resgate para a Tailândia com mais de US$ 17 bilhões, sujeito a condições como a aprovação de leis relativas a procedimentos de falência (reorganização e reestruturação) e o estabelecimento de estruturas de regulamentação fortes para bancos e outras instituições financeiras. O FMI aprovou em 20 de agosto de 1997 outro pacote de resgate de US$ 2,9 bilhões. A pobreza e a desigualdade aumentaram, enquanto o emprego, os salários e o bem-estar social diminuíram como resultado da crise.
Após a crise financeira asiática de 1997, a renda no nordeste, a parte mais pobre do país, aumentou 46% de 1998 a 2006. A pobreza em todo o país caiu de 21,3 para 11,3%. O coeficiente de Gini, da Tailândia, uma medida da desigualdade de renda, caiu de 0,525 em 2000 para 0,499 em 2004 (aumentou de 1996 a 2000) em comparação com a crise financeira asiática de 1997. Em 2001, a economia da Tailândia havia se recuperado. As crescentes receitas fiscais permitiram ao país equilibrar seu orçamento e pagar suas dívidas com o FMI em 2003, quatro anos antes do previsto. O baht tailandês continuou a se valorizar a 29 bahts em relação ao dólar americano em outubro de 2010.

### Indonésia

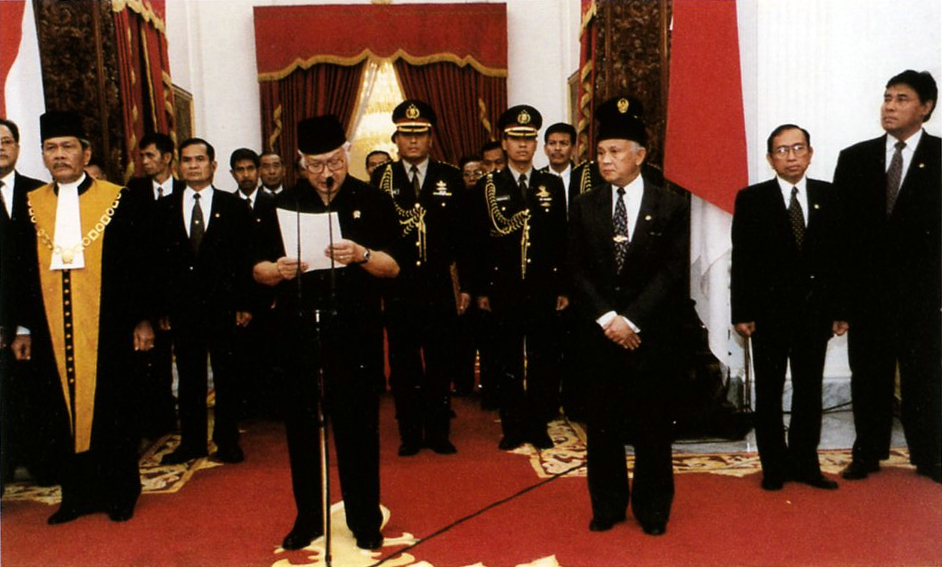
O presidente Suharto renuncia, 21 de maio de 1998.

Em junho de 1997, a Indonésia parecia longe da crise. Ao contrário da Tailândia, a Indonésia tinha inflação baixa, superávit comercial de mais de US$ 900 milhões, enormes reservas de moeda estrangeira de mais de US$ 20 bilhões e um bom setor bancário. Mas um grande número de empresas indonésias estava pedindo empréstimos em dólares americanos. Durante os anos anteriores, como a rupia havia se fortalecido em relação ao dólar, essa prática funcionou bem para essas corporações. Seus níveis efetivos de dívida e custos de financiamento diminuíram com o aumento do valor da moeda local.
Em julho de 1997, quando a Tailândia flutuou o baht, as autoridades monetárias da Indonésia ampliaram a banda cambial da rupia de 8% para 12%. A rupia repentinamente sofreu severos ataques em agosto. Em 14 de agosto de 1997, o regime de câmbio flutuante administrado foi substituído por um acordo de taxa de câmbio flutuante. A rupia caiu ainda mais. O FMI apresentou um pacote de resgate de US$ 23 bilhões, mas a rupia estava afundando ainda mais em meio a temores sobre dívidas corporativas, venda maciça de rupias e forte demanda por dólares. A rupia e a Bolsa de Valores de Jacarta atingiram uma baixa histórica em setembro. A Moody's acabou rebaixando a dívida de longo prazo da Indonésia para "junk bond".
Embora a crise da rupia tenha começado em julho e agosto de 1997, ela se intensificou em novembro, quando os efeitos daquela desvalorização do verão apareceram nos balanços das empresas. As empresas que haviam tomado empréstimos em dólares tiveram que enfrentar os custos mais elevados impostos a elas pelo declínio da rupia, e muitas reagiram comprando dólares com a venda da rupia, minando ainda mais o valor desta última. Antes da crise, a taxa de câmbio entre a rupia e o dólar era de cerca de 2,6 mil rupias por 1 dólar americano. A taxa despencou para mais de 11 mil rúpias para 1 dólar americano em 9 de janeiro de 1998, com taxas à vista acima de 14 mil durante 23 a 26 de janeiro e negociando novamente acima de 14 mil por cerca de seis semanas durante junho a julho de 1998. Em 31 de dezembro de 1998, a taxa era quase exatamente 8 mil para 1 dólar americano. A Indonésia perdeu 13,5% de seu PIB naquele ano.
Em fevereiro de 1998, o presidente Suharto demitiu o diretor do Bank Indonesia, J. Soedradjad Djiwandono, mas isso se mostrou insuficiente. Em meio a tumultos generalizados em maio de 1998, Suharto renunciou sob pressão pública e o vice-presidente Jusuf Habibie o substituiu.
Como resultado da crise financeira que atingiu o país, muitos fatores decorrentes de todos os aspectos, incluindo transmissões esportivas na televisão indonésia, incluem:
1. Todas as 6 televisões indonésias (TVRI, RCTI, SCTV, MNCTV, ANTV e Indosiar) não conseguiram garantir a transmissão oficial do Campeonato Mundial de Fórmula 1 de 1998, apesar da ANTV estar sob contrato com os direitos de transmissão da Fórmula 1 em Indonésia até 1999. A RCTI finalmente reconquistou a transmissão para 1999.
2. A Serie A de 1997–98, Bundesliga de 1997–98 e a La Liga de 1997–98 que foi originalmente transmitida pela ANTV foi forçada a parar de transmitir antes do final da temporada. Mas isso não afetou a Premier League de 1997-98, pois eles já a haviam transmitido até o final da temporada.
3. Todas as estações de televisão na Indonésia tiveram horários de transmissão limitados com uma hora de transmissão final média às 23h30.
4. O Grande Prêmio da Indonésia, que no momento era realizado em Sentul, foi retirado do calendário da Temporada do Campeonato Mundial de Superbike de 1998 e da Temporada do Campeonato Mundial de Motovelocidade de 1998 e foi substituído por outro país.

### Coreia do Sul
O setor bancário estava sobrecarregado com empréstimos inadimplentes, uma vez que suas grandes corporações financiavam expansões agressivas. Naquela época, havia pressa em construir grandes conglomerados para competir no cenário mundial. Muitas empresas acabaram falhando em garantir retornos e lucratividade. Os chaebol, conglomerados sul-coreanos, simplesmente absorviam mais e mais investimentos de capital. Eventualmente, o excesso de dívida levou a grandes falências e aquisições. O Escândalo Hanbo, do início de 1997 expôs as fraquezas econômicas da Coreia do Sul e os problemas de corrupção para a comunidade financeira internacional. Mais tarde naquele ano, em julho, a terceira maior montadora de automóveis da Coreia do Sul, a Kia Motors, pediu empréstimos de emergência. O efeito dominó do colapso de grandes empresas sul-coreanas elevou as taxas de juros e afastou os investidores internacionais.
Na esteira da desaceleração do mercado asiático, a Moody's rebaixou a classificação de crédito da Coreia do Sul de A1 para A3, em 28 de novembro de 1997, e rebaixou novamente para B2 em 11 de dezembro. Isso contribuiu para uma queda adicional nas ações sul-coreanas, uma vez que os mercados de ações já estavam em baixa em novembro. A Bolsa de Valores de Seul caiu 4% em 7 de novembro de 1997. Em 8 de novembro, caiu 7%, sua maior queda em um dia até aquela data. Em 24 de novembro, as ações caíram mais 7,2% devido ao temor de que o FMI exigiria reformas duras. Em 1998, a Hyundai Motor Company adquiriu a Kia Motors. O empreendimento de US$ 5 bilhões da Samsung Motors foi dissolvido devido à crise e eventualmente, a Daewoo Motors foi vendida para a empresa americana General Motors.
O Fundo Monetário Internacional (FMI) forneceu US$ 58,4 bilhões como pacote de resgate. Em troca, a Coreia foi obrigada a tomar medidas de reestruturação. O teto para o investimento estrangeiro em empresas coreanas foi aumentado de 26% para 100%. Além disso, o governo coreano iniciou um programa de reforma do setor financeiro. No âmbito do programa, 787 instituições financeiras insolventes foram fechadas ou fundidas em junho de 2003. O número de instituições financeiras nas quais os investidores estrangeiros investiram aumentou rapidamente. Os exemplos incluem a aquisição do Korea First Bank pela New Bridge Capital.
O won sul-coreano, por sua vez, enfraqueceu de cerca de 800 para mais de 1.700 por dólar, mas depois conseguiu se recuperar. No entanto, como o chaebol, o governo da Coreia do Sul não escapou ileso. A dívida governamental ao PIB mais do que duplicou (cerca de 13% a 30%) como resultado da crise.

### Filipinas
Em maio de 1997, o Banco Central das Filipinas, aumentou as taxas de juros em 1,75 pontos percentuais e novamente em 2 pontos em 19 de junho. A Tailândia desencadeou a crise em 2 de julho e em 3 de julho o Bangko Sentral interveio para defender o peso, elevando a taxa overnight de 15% para 32% no início da crise asiática em meados de julho de 1997. O peso filipino caiu de 26 pesos por dólar no início da crise para 46,50 pesos no início de 1998 para 53 pesos em julho de 2001.[carece de fontes?]
O PIB filipino se contraiu 0,6% durante a pior parte da crise, mas cresceu 3% em 2001, apesar dos escândalos da administração de Joseph Estrada em 2001, principalmente o escândalo "jueteng", que causou o PSE Composite Index, o principal índice da Bolsa de Valores das Filipinas, a cair para 1 000 pontos de uma alta de 3 448 pontos em 1997. O valor do peso caiu para cerca de 55,75 pesos por dólar dos EUA. Mais tarde naquele ano, Estrada estava à beira do impeachment, mas seus aliados no Senado votaram contra a continuação do processo.[carece de fontes?]
Isso levou a protestos populares que culminaram na "Segunda Revolução do Poder Popular", que efetuou sua renúncia e elevou Gloria Macapagal-Arroyo à presidência. Arroyo amenizou a crise no país. O peso filipino subiu para cerca de 50 pesos no final do ano e era negociado a cerca de 41 pesos por dólar no final de 2007. O mercado de ações também atingiu uma alta histórica em 2007 e a economia estava crescendo mais de 7 por cento, seu maior em quase duas décadas.[carece de fontes?]

### China continental
A moeda chinesa, o renminbi, havia sido indexada em 1994 ao dólar americano a uma proporção de 8,3 RMB por dólar. Tendo se mantido em grande parte fora da recessão ao longo de 1997 a 1998, houve muita especulação na imprensa ocidental de que a China logo seria forçada a desvalorizar sua moeda para proteger a competitividade de suas exportações vis-à-vis as das nações da ASEAN, cujas exportações tornaram-se mais baratas em relação ao da China. No entanto, a não conversibilidade do renminbi protegeu seu valor de especuladores de moeda, e foi tomada a decisão de manter a paridade da moeda, melhorando assim a posição do país na Ásia. A paridade cambial foi parcialmente descartada em julho de 2005, subindo 2,3% em relação ao dólar, refletindo a pressão dos Estados Unidos.[carece de fontes?]
Ao contrário dos investimentos de muitas das nações do Sudeste Asiático, quase todo o investimento estrangeiro da China assumiu a forma de fábricas locais, em vez de títulos, o que protegeu o país da rápida fuga de capitais. Embora a China não tenha sido afetada pela crise em comparação com o Sudeste Asiático e a Coreia do Sul, o crescimento do PIB desacelerou drasticamente em 1998 e 1999, chamando a atenção para problemas estruturais de sua economia. Em particular, a crise financeira asiática convenceu o governo chinês da necessidade de resolver os problemas de sua enorme fraqueza financeira, como ter muitos empréstimos inadimplentes em seu sistema bancário e depender fortemente do comércio com os Estados Unidos.[carece de fontes?]

### Hong Kong

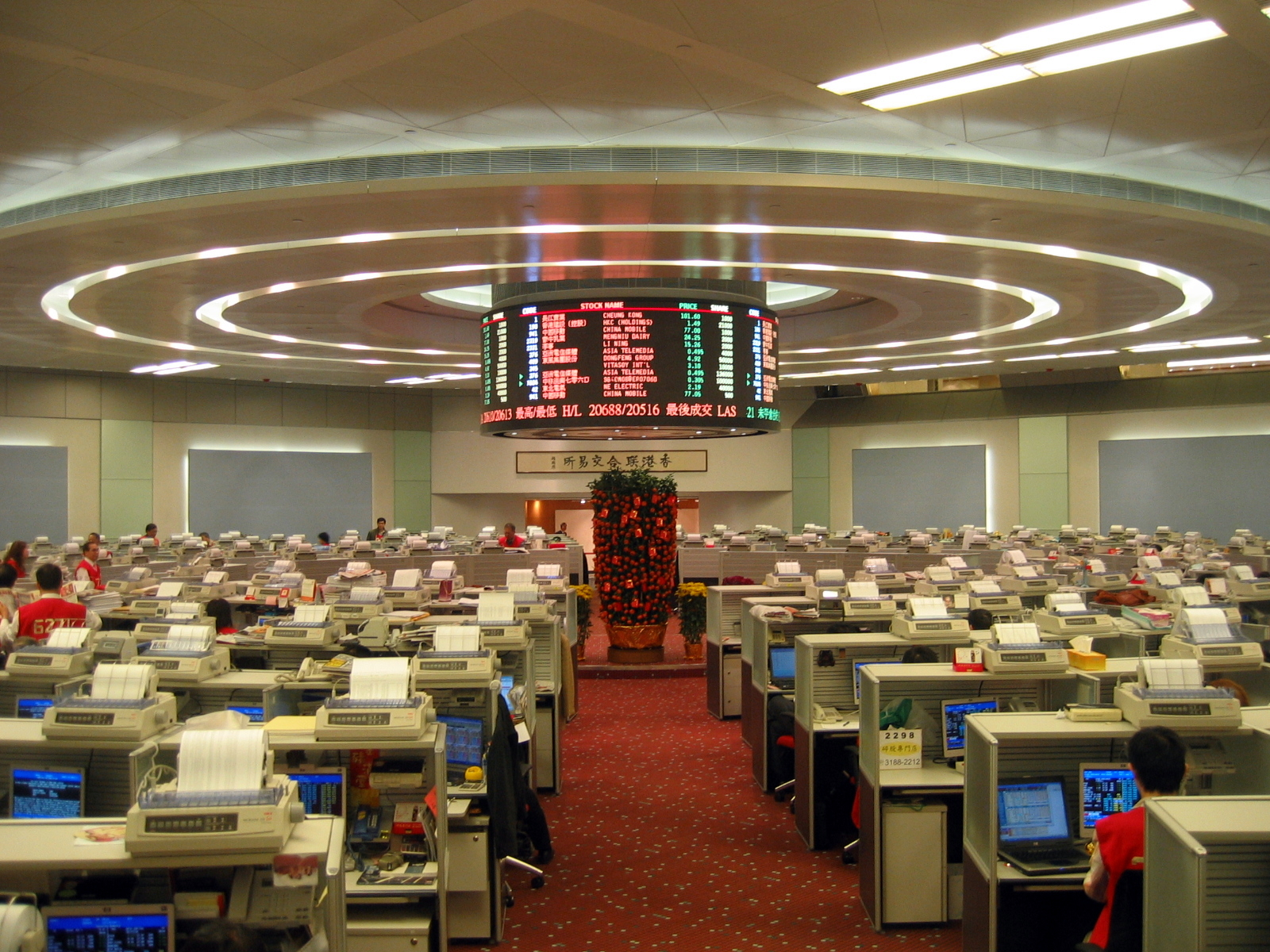
Bolsa de Valores de Hong Kong. Hong Kong foi um dos mais afetados pela crise asiática, juntamente com Indonésia e Coreia do Sul.

Em outubro de 1997, o dólar de Hong Kong, que estava atrelado a 7,8 por dólar dos EUA desde 1983, ficou sob pressão especulativa porque a taxa de inflação de Hong Kong havia sido significativamente mais alta do que a dos Estados Unidos durante anos. As autoridades monetárias gastaram mais de US$ 1 bilhão para defender a moeda local. Desde Hong Kong teve mais de US$ 80 bilhões em reservas estrangeiras, o que é equivalente a 700% de seu dinheiro circulante de oferta de moeda e 45% da sua massa monetária M3. A Autoridade Monetária de Hong Kong conseguiu manter a estaca.[carece de fontes?]
Os mercados de ações tornaram-se cada vez mais voláteis. Entre 20 e 23 de outubro, o Hang Seng Index caiu 23%. A Autoridade Monetária de Hong Kong então prometeu proteger a moeda. Em 23 de outubro de 1997, aumentou as taxas de juros overnight de 8% para 23%, e em um ponto para 280%. A HKMA reconheceu que os especuladores estavam tirando proveito do sistema único de comitê monetário da cidade, onde as taxas overnight aumentaram automaticamente em proporção a grandes vendas líquidas em moeda local. O aumento da taxa, no entanto, aumentou a pressão para baixo no mercado de ações, permitindo que os especuladores lucrassem com a venda a descoberto de ações. A HKMA começou a comprar ações componentes do Índice Hang Seng em meados de agosto de 1998.[carece de fontes?]
A HKMA e Donald Tsang, o então secretário financeiro, declararam guerra aos especuladores. O governo acabou comprando aproximadamente HK$ 120 bilhões (US$ 15 bilhões) em ações de várias empresas, e se tornou o maior acionista de algumas dessas empresas (por exemplo, o governo detinha 10% do HSBC) no final de agosto, quando as hostilidades terminaram com o fechamento do contrato futuro do Índice Hang Seng de agosto. Em 1999, o governo começou a vender essas ações lançando o Tracker Fund de Hong Kong, obtendo um lucro de cerca de HK $ 30 bilhões (US $ 4 bilhões).

### Malásia
Em julho de 1997, poucos dias após a desvalorização do baht tailandês, o ringgit malaio foi fortemente negociado por especuladores. A taxa overnight saltou de menos de 8% para mais de 40%. Isso levou a rebaixamentos de classificação e uma venda geral nos mercados de ações e de câmbio. No final de 1997, as classificações caíram muitos degraus de grau de investimento para baixo rendimento. O KLSE perdeu mais de 50% de acima de 1 200 para abaixo de 600, e o ringgit perdeu 50% de seu valor, caindo de acima de 2,50 para abaixo de 4,57 em (23 de janeiro de 1998) para o dólar. O então primeiro-ministro, Mahathir bin Mohamad, impôs controles estritos de capital e introduziu uma indexação de 3,80 em relação ao dólar americano.
Movimentos da Malásia envolveram a fixação da moeda local em dólar dos EUA, interrompendo o comércio exterior em moeda ringgit e outros ativos ringgit, portanto, tornando o uso offshore do ringgit inválido, restringindo a quantidade de moeda e investimentos que os residentes podem fazer no exterior, e imposto para a carteira estrangeira fundos, um "período de permanência" mínimo de um ano, que desde então foi convertido em um imposto de saída. A decisão de invalidar o ringgit mantido no exterior também secou as fontes de ringgit mantidas no exterior, das quais os especuladores tomam emprestado para manipular o ringgit, por exemplo, vendendo a descoberto. Aqueles que o fizeram, tiveram que recomprar o ringgit limitado a preços mais altos, tornando-o pouco atraente para eles. Também suspendeu totalmente a negociação de contadores CLOB (Central Limit Order Book), congelando indefinidamente aproximadamente $ 4,47 bilhões em ações e afetando 172 mil investidores, a maioria deles de Singapura, que se tornou uma questão política entre os dois países.
Em 1998, a produção da economia real diminuiu, mergulhando o país em sua primeira recessão em muitos anos. O setor de construção contraiu 23,5%, a indústria de transformação encolheu 9% e o setor agrícola 5,9%. No geral, o produto interno bruto do país despencou 6,2% em 1998. Durante aquele ano, o ringgit caiu abaixo de 4,7 e o KLSE caiu abaixo de 270 pontos. Em setembro daquele ano, várias medidas defensivas foram anunciadas para superar a crise.
A principal medida tomada foi mover o ringgit de um regime de flutuação livre para um regime de taxa de câmbio fixa. O Banco Central da Malásia fixou o ringgit em 3,8 por dólar. Controles de capital foram impostos enquanto a ajuda oferecida pelo FMI foi recusada. Várias agências de força-tarefa foram formadas. O Comitê de Reestruturação da Dívida Corporativa tratou dos empréstimos corporativos. A Khazanah Nasional descontou e comprou empréstimos ruins de bancos para facilitar a realização ordenada de ativos. A Danaharta recapitalizou bancos.
O crescimento então se estabeleceu em um ritmo mais lento, porém mais sustentável. O enorme déficit em conta corrente tornou-se um superávit bastante substancial. Os bancos foram melhor capitalizados e os NPLs foram realizados de forma ordenada. Pequenos bancos foram comprados por bancos fortes. Um grande número de PLCs não conseguiu regular seus negócios financeiros e foi retirado da lista. Em comparação com a conta corrente de 1997, estimou-se que a Malásia teria um superávit de $ 14,06 bilhões em 2005. Os valores dos ativos, no entanto, não voltaram aos seus máximos anteriores à crise. A confiança dos investidores estrangeiros ainda era baixa, em parte devido à falta de transparência na forma como os contadores CLOB foram tratados. [ligação inativa]
Em 2005, a última das medidas de crise foi removida, ao ser retirada do sistema de câmbio fixo. Mas ao contrário dos dias pré-crise, não parecia ser uma flutuação livre, mas uma flutuação administrada, como o dólar de Singapura.

### Mongólia
A Mongólia foi seriamente afetada pela crise financeira asiática e sofreu uma nova perda de receita como resultado da crise russa de 1998. O crescimento econômico acelerou em 1997 a 1999 após estagnar em 1996 devido a uma série de desastres naturais e aumentos nos preços mundiais de cobre e caxemira. As receitas públicas e as exportações despencaram em 1998 e 1999 devido às repercussões da crise financeira asiática. Em agosto e setembro de 1999, a economia sofreu com uma proibição temporária da Rússia às exportações de petróleo e derivados. A Mongólia ingressou na Organização Mundial do Comércio em 1997. A comunidade de doadores internacionais prometeu mais de US$ 300 milhões por ano na última Reunião do Grupo Consultivo, realizada em Ulaanbaatar em junho de 1999.[carece de fontes?]

### Singapura
À medida que a crise financeira se espalhava, a economia de Singapura mergulhou em uma curta recessão. A curta duração e o efeito mais brando em sua economia foram creditados à gestão ativa do governo. Por exemplo, a Autoridade Monetária de Singapura permitiu uma depreciação gradual de 20% do dólar de Singapura para amortecer e guiar a economia para um pouso suave. O momento dos programas governamentais, como o Programa Provisório de Atualização e outros projetos relacionados à construção, foram antecipados.
Em vez de permitir que os mercados de trabalho funcionem, o Conselho Nacional de Salários concordou preventivamente com os cortes do Fundo de Previdência Central para reduzir os custos trabalhistas, com impacto limitado sobre a renda disponível e a demanda local. Ao contrário de Hong Kong, nenhuma tentativa foi feita para intervir diretamente nos mercados de capitais e o Strait Times Index teve uma queda de 60%. Em menos de um ano, a economia de Singapura se recuperou totalmente e continuou em sua trajetória de crescimento.

### Estados Unidos e Japão

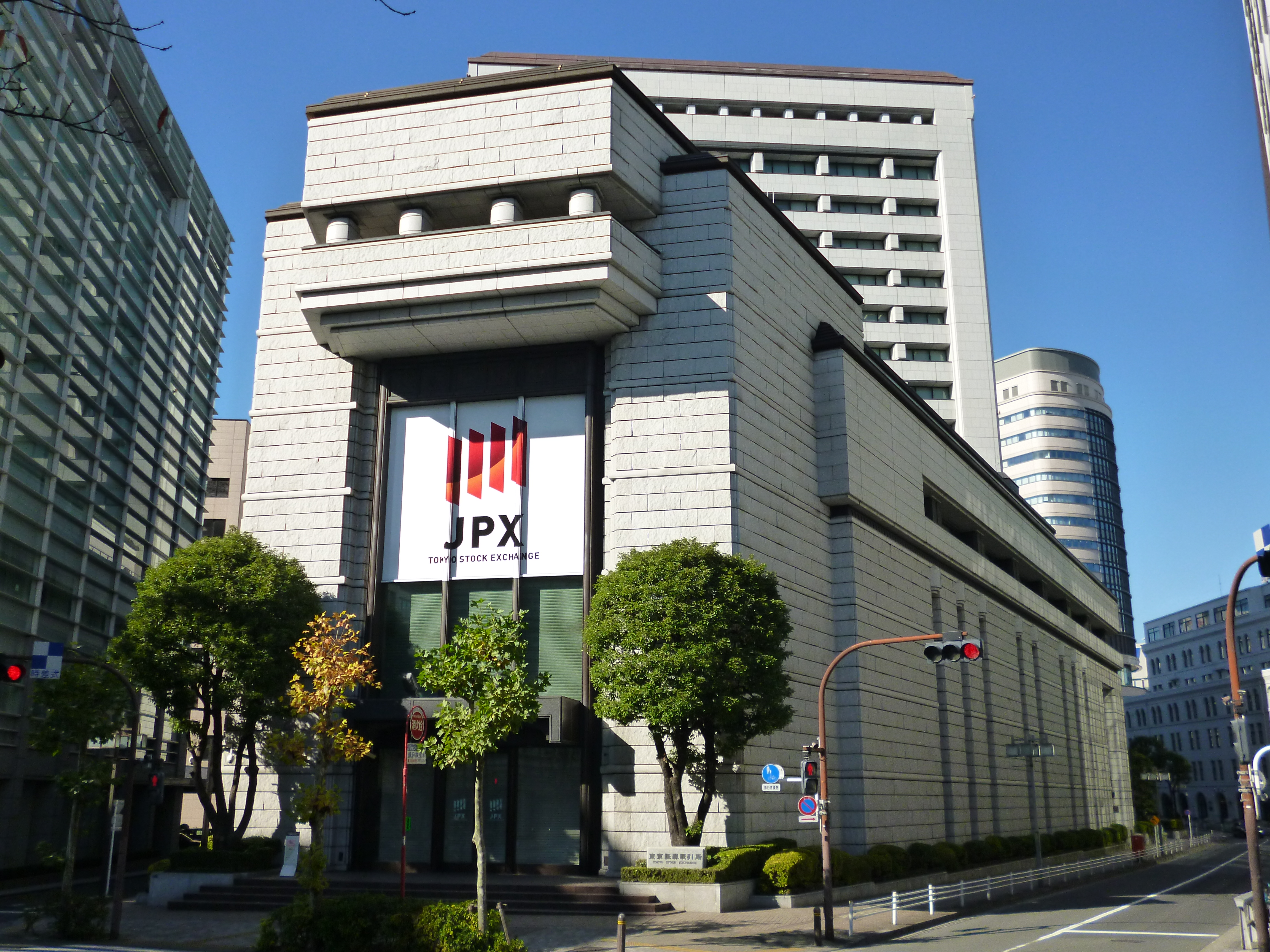
Bolsa de Valores de Tóquio. Apesar do Japão ter sido atingido pela crise, as reservas internacionais impediram um colapso maior.

A "gripe asiática" também pressionou os Estados Unidos e o Japão. Seus mercados não entraram em colapso, mas foram severamente atingidos. Em 27 de outubro de 1997, o Dow Jones Industrial despencou 554 pontos ou 7,2%, em meio a preocupações contínuas com as economias asiáticas. A Bolsa de Valores de Nova Iorque suspendeu brevemente as negociações. A crise levou a uma queda na confiança do consumidor e dos gastos. Os efeitos indiretos incluíram a bolha da Internet e anos depois, a bolha imobiliária e a crise do subprime.
O Japão foi afetado porque sua economia é proeminente na região. Os países asiáticos geralmente têm um déficit comercial com o Japão porque a economia deste último era mais do que o dobro do tamanho do resto da Ásia junto. Cerca de 40% das exportações do Japão vão para a Ásia. O iene japonês caiu para 147 quando as vendas em massa começaram, mas o Japão era o maior detentor mundial de reservas monetárias na época, então foi facilmente defendido e rapidamente se recuperou. A taxa de crescimento real do PIB diminuiu drasticamente em 1997, de 5% para 1,6%, e até mesmo caiu na recessão em 1998 devido à intensa competição de rivais barateados. A crise financeira asiática também levou a mais falências no Japão. Além disso, com a desvalorização da moeda da Coreia do Sul e os ganhos constantes da China, muitas empresas reclamaram abertamente de que não podiam competir.
Outro resultado de longo prazo foi a mudança no relacionamento entre os Estados Unidos e o Japão, com os Estados Unidos não mais apoiando abertamente o ambiente de comércio e as taxas de câmbio altamente artificiais que governaram as relações econômicas entre os dois países por quase cinco décadas após a Segunda Guerra Mundial.

## Consequências

### Ásia
A crise teve efeitos significativos no nível macroeconômico, incluindo reduções acentuadas nos valores das moedas, mercado de ações  e outros preços de ativos de vários países asiáticos. O PIB nominal em dólares americanos de países membros da ASEAN, caiu US$ 9,2 bilhões em 1997 e US$ 218,2 bilhões (31,7%) em 1998. Na Coreia do Sul, a queda de US$ 170,9 bilhões em 1998 foi igual a 33,1% do PIB de 1997. Muitas empresas faliram e, como consequência, milhões de pessoas caíram abaixo da linha da pobreza em 1997–1998. Indonésia, Coreia do Sul e Tailândia foram os países mais afetados pela crise.
| Moeda           | Taxa de câmbio (por US$1) | Taxa de câmbio (por US$1) | Mudança |
| --------------- | ------------------------- | ------------------------- | ------- |
| Moeda           | Julho de 1997             | Julho de 1998             | Mudança |
| Baht tailandês  | 24,5                      | 41                        | 40,2%   |
| Rupia indonésia | 2 380                     | 14 150                    | 83,2%   |
| Peso filipino   | 26,3                      | 42                        | 37,4%   |
| Ringgit malaio  | 2,48                      | 4,88                      | 45,0%   |
| Won sul-coreano | 850                       | 1 290                     | 34,1%   |

| País          | Renda nacional bruta (US$1 bilhão) | Renda nacional bruta (US$1 bilhão) | Mudança |
| ------------- | ---------------------------------- | ---------------------------------- | ------- |
| País          | Junho de 1997                      | Julho de 1998                      | Mudança |
| Tailândia     | 170                                | 102                                | 40,0%   |
| Indonésia     | 205                                | 34                                 | 83,4%   |
| Filipinas     | 75                                 | 47                                 | 37,3%   |
| Malásia       | 90                                 | 55                                 | 38,9%   |
| Coreia do Sul | 430                                | 283                                | 34,2%   |

A tabulação acima mostra que, apesar do rápido aumento das taxas de juros para 32% nas Filipinas com o início da crise em meados de julho de 1997, e para 65% na Indonésia com a intensificação da crise em 1998, suas moedas locais depreciaram da mesma forma, e não tiveram um desempenho melhor do que os da Coreia do Sul, Tailândia e Malásia. Países que tiveram suas altas taxas de juros foram fixadas geralmente abaixo de 20% durante a crise asiática. Isso criou sérias dúvidas sobre a credibilidade do FMI e a validade de sua prescrição de altas taxas de juros para a crise econômica.
A crise econômica também levou a uma convulsão política, culminando principalmente nas renúncias do presidente Suharto na Indonésia e do primeiro-ministro geral Chavalit Yongchaiyudh na Tailândia. Houve um aumento geral no sentimento antiocidental, com George Soros e o FMI em particular apontados como alvos de críticas. O pesado investimento americano na Tailândia terminou, substituído por investimento principalmente europeu, embora o investimento japonês tenha se mantido. Islâmicos e outros movimentos separatistas se intensificaram no sudeste da Ásia enquanto as autoridades centrais enfraqueciam.
Novas regulamentações enfraqueceram a influência da Rede de Bambu, uma rede de empresas de chinesas no exterior que dominam o setor privado do Sudeste Asiático. Após a crise, as relações de negócios eram mais frequentemente baseadas em contratos, ao invés da confiança e laços familiares da rede tradicional de bambu.
As consequências de mais longo prazo incluíram a reversão de alguns ganhos obtidos nos anos de expansão que antecederam a crise. O PIB nominal dos EUA per capita caiu 42,3% na Indonésia em 1997, 21,2% na Tailândia, 19% na Malásia, 18,5% na Coreia do Sul e 12,5% nas Filipinas. As quedas na renda per capita com paridade do poder de compra foram muito menores: na Indonésia em 15%, Tailândia 12%, Malásia 10%, Coreia do Sul 6% e Filipinas 3%. Na maioria dos países, a recuperação foi rápida. Entre 1999 e 2005, o crescimento médio anual per capita foi de 8,2%, o crescimento do investimento quase 9%, e o investimento estrangeiro direto 17,5%. Os níveis pré-crise de renda per capita com paridade de poder de compra foram excedidos em 1999 na Coreia do Sul, em 2000 nas Filipinas, em 2002 na Malásia e na Tailândia, e 2005 na Indonésia. No Leste Asiático, a maior parte do investimento e uma quantidade significativa de peso econômico mudou do Japão e da ASEAN para a China e a Índia.
A crise foi intensamente analisada por economistas por sua amplitude, velocidade e dinamismo. Afetou dezenas de países, teve um impacto direto na subsistência de milhões de pessoas, aconteceu em poucos meses e, em cada fase da crise, os principais economistas, em particular as instituições internacionais, pareciam um passo atrás. Talvez mais interessante para os economistas foi a velocidade com que terminou, deixando a maioria das economias desenvolvidas ilesa. Essas curiosidades geraram uma explosão de literatura sobre economia financeira e uma ladainha de explicações sobre o motivo da crise. Uma série de críticas foram feitas contra a conduta do FMI na crise, incluindo uma do ex-economista do Banco Mundial, Joseph Stiglitz. Politicamente, houve alguns benefícios. Em vários países, especialmente na Coreia do Sul e na Indonésia, houve um novo impulso para melhorar a governança corporativa. A inflação galopante enfraqueceu a autoridade do regime de Suharto e levou à sua queda em 1998, bem como à aceleração da independência de Timor-Leste, conquistada em 2002.
Acredita-se que 10,4 mil pessoas cometeram suicídio em Hong Kong, Japão e Coreia do Sul como resultado da crise.

### Fora da Ásia
Após a crise asiática, os investidores internacionais relutaram em emprestar aos países em desenvolvimento, levando à desaceleração econômica nos países em desenvolvimento em muitas partes do mundo. O poderoso choque negativo também reduziu drasticamente o preço do petróleo, que atingiu uma baixa de cerca de US$ 11 o barril no final de 1998, causando um aperto financeiro nos países da OPEP e outros exportadores de petróleo. Em resposta a uma queda severa nos preços do petróleo, as supermajors que surgiram no final da década de 1990, realizaram algumas grandes fusões e aquisições entre 1998 e 2002, muitas vezes em um esforço para melhorar as economias de escala, proteger contra a volatilidade dos preços do petróleo e reduzir reservas de caixa por meio de reinvestimento. [ligação inativa]
A redução na receita do petróleo também contribuiu para a crise financeira russa de 1998, que por sua vez causou o colapso da Long-Term Capital Management nos Estados Unidos após perder US$ 4,6 bilhões em 4 meses. Um colapso mais amplo dos mercados financeiros foi evitado quando Alan Greenspan e o Federal Reserve de Nova York organizaram um resgate de US$ 3,625 bilhões. Países emergentes como Brasil e Argentina também entraram em crise no final da década de 1990, com o efeito samba e a crise econômica argentina de 1998 a 2002. Os atentados de 11 de setembro contribuíram para grandes ondas de choque nas economias desenvolvidas e em desenvolvimento.
A crise em geral foi parte de uma reação global contra o Consenso de Washington e instituições como o FMI e o Banco Mundial, que simultaneamente se tornaram impopulares nos países desenvolvidos após a ascensão do movimento antiglobalização em 1999. Quatro grandes rodadas de negociações comerciais mundiais desde a crise, em Seattle, Doha, Cancún e Hong Kong, não produziram um acordo significativo, pois os países em desenvolvimento se tornaram mais assertivos e as nações estão cada vez mais se voltando para acordos de livre-comércio regionais ou bilaterais como uma alternativa aos globais instituições.
Muitas nações aprenderam com isso e rapidamente acumularam reservas internacionais como uma proteção contra ataques, incluindo Japão, China e Coreia do Sul. Os swaps de moeda pan-asiática foram introduzidos no caso de outra crise. No entanto, nações como Brasil, Rússia e Índia, bem como a maior parte do Leste Asiático, começaram a copiar o modelo japonês de enfraquecimento de suas moedas e reestruturação de suas economias de modo a criar um superávit em conta corrente para construir grandes reservas de moeda estrangeira. Isso levou a um financiamento cada vez maior para títulos do tesouro dos Estados Unidos, permitindo ou auxiliando o desenvolvimento de imóveis (em 2001–2005) e bolhas de ativos (em 1996–2000) nos Estados Unidos.